# Cabo Ruivo (métro de Lisbonne)
 (février 2014).
Si vous disposez d'ouvrages ou d'articles de référence ou si vous connaissez des sites web de qualité traitant du thème abordé ici, merci de compléter l'article en donnant les références utiles à sa vérifiabilité et en les liant à la section « Notes et références ».
Cabo Ruivo est une station du métro de Lisbonne sur la ligne rouge.